# Bloomfield (Novo México)
Bloomfield é uma cidade localizada no estado americano de Novo México, no Condado de San Juan.

## Demografia
Segundo o censo americano de 2000, a sua população era de 6417 habitantes.
Em 2006, foi estimada uma população de 7409, um aumento de 992 (15.5%).

## Geografia
De acordo com o United States Census Bureau tem uma área de
13,1 km², dos quais 13,0 km² cobertos por terra e 0,1 km² cobertos por água. Bloomfield localiza-se a aproximadamente 1663 m acima do nível do mar.

## Localidades na vizinhança
O diagrama seguinte representa as localidades num raio de 24 km ao redor de Bloomfield.